# ФК Ливерпул
Фудбалски клуб Ливерпул (енгл. Liverpool Football Club) енглески је фудбалски клуб из Ливерпула. Клуб је 20 пута био освајач Енглеске прве дивизије, данашње Премијер лиге. ФА куп је освојио осам пута, десет пута Лига куп, а шеснаест пута енглески суперкуп. Ливерпул је шест пута био победник Лиге шампиона, три пута Купа УЕФА, четири пута УЕФА суперкупа, а једном и клупски првак света. Један је од оснивача Г-14, организације водећих европских фудбалских клубова.
ФК Ливерпул је основан 15. марта 1892. и своје утакмице игра на стадиону Енфилд роуд, капацитета 54.074 места. Планира се проширење стадиона, који ће по новим плановима моћи да прими 60.000 навијача.
Навијачи клуба били су актери две велике трагедије. Прва је била на стадиону Хејсел 1985. године где је погинуло 39, већином Јувентусових навијача. Након тога енглески клубови су добили петогодишњу забрану играња у еврокуповима. Друга трагедија десила се на стадиону Хилсборо 1989. године, где је погинуло 96 Ливерпулових навијача. Клуб је променио боје својих шорцева из белих у црвене 1964. године. Званична химна клуба је You'll Never Walk Alone.

## Историја
Од 1885. до 1892. на Енфилд роуду је играо ФК Евертон. Тада је Џон Холдинг, који је био власник земљишта на којем се налазио стадион, повећао цену најма са 100 на 250 фунти, па је управа Евертона одлучила да клуб игра на Гудисон парку.
Са три преостала играча, Холдинг је 3. јуна 1892. основао нови клуб. Холдинг је намеравао да клубу да име Евертон атлетик, али, будући да Енглески фудбалски савез то није дозволио, нови клуб је добио име ФК Ливерпул. За директора клуба био је именован Џон Макена који у клуб довео 13 професионалних шкотских фудбалера.
Године 1901, Ливерпул је први пут освојио Фудбалску Лигу, а 1914. се први пут пласирао у финалеФА купа. Након тога, клуб се углавном налазио на средини табеле, без већих успеха, све док 1959. за менаџера није постављен Бил Шенкли, који је од клуба створио најјачи тим у Лиги. С њим је 1965. по први пут освојен ФА куп, 1973. и УЕФА куп, али се Шенкли наредне године повукао, оставивши за собом један од најбољих тимова Европе који је у својим редовима имао играче као што су Реј Клеменс, Емлин Хјуз, Томи Смит, Фил Томпсон, Ијан Калахан, Кевин Киген и Џон Тошак.
Наредно поглавље у историји клуба започиње именовањем Шенклијевог асистента, Боба Пејзлија, за менаџера клуба. Ливерпул је са њим наставио тамо где је стао и успео отићи корак даље - његов тим је у Риму 1977. савладао Борусију Менхенгладбах са 3:1 и освојио Европски куп, први у историји клуба. Овај успех је поновио још два пута, 1978. и 1981, и утемељио најуспешнији период овог клуба уз помоћ нових играча, пре свега Кенија Далглиша, највеће играчке легенде клуба, као и Алана Хансена, Фила Нила, Грејема Сунеса и Ијана Раша. Са Пејзлијевим наследником, Џоом Феганом, клуб осваја Европски куп и 1984, а у истој сезони осваја и Прву дивизију, и Лига куп. После двадесет и једне године, Ливерпулов тим предвођен Рафаелом Бенитезом је освојио Лигу шампиона 2005. у Истанбулу, у најбољем финалу овог такмичења икад забележеном.
Дана 29. маја 1985. десила се несрећа на стадиону Хејсел у Бриселу, када је Ливерпул играо финале Европског купа против Јувентуса, где је погинуло 39 Јувентусових навијача. 15. априла 1989, у финалу ФА купа између Ливерпула и Нотингем фореста, на стадиону Хилсборо, у сличној трагедији погинуло је 96 навијача Ливерпула. Рангиран је као дванаести у листи ФИФА најбољих клубова 20. века.

## Познати играчи
У периоду пре Другог светског рата неколико играча је стекло велико поштовање навијача. Међу њима су најпознатији Ефрејм Лонгворт, играч одбране који је постао капитен енглеске репрезентације 1921, Елиша Скот, фудбалер са најдужим играчким стажом у историји Ливерпула (22 године), нападач Гордон Хоџсон који је постигао 17 хеттрикова 20-их и 30-их година 20. века.
Шездесетих година менџер Бил Шенкли је створио тим који је владао енглеском лигом и Европом. Кључни играчи тог тима били су Рон Јејтс, кога је Шенкли звао Колос, Роџер Хант, који је постигао 245 лигашких голова (још увек рекорд тима), и био члан енглеске фудбалске реперезентације која је освојила Светско првенство 1966. Боб Пејсли, менаџер Ливерпула од 1974. до 1983, такође је довео два шкотска фудбалера: Алана Хансена, који је са Ливерпулом освојио три Купа шампиона, и Кенија Далглиша (међу навијачима познатог као Краљ Кени). Године 1980, Пејсли је довео тада деветнаестогодишњег Ијана Раша, који је током 80-их постао водећи стрелац клуба.
Током деведесетих најпознатији играчи Ливерпула су били били Стив Макманаман, Роби Фаулер и Мајкл Овен. Данас је најпознатији Стивен Џерард, бивши капитен.

## Боје и грб тима
Ливерпул носи црвене дресове као домаћин и беле на гостовањима, али није увек било тако. У раним данима постојања клуба, кад је Ливерпул почео наступати на Енфилд роуду, дресови су били плаве боје која је била скоро иста као и боја Евертонових дресова. Године 1894, руководство клуба се одлучило за црвене дресове. Године 1901, ливерпулска птица, симбол града, унесена је у грб клуба. У наредних шездесет година играчи Ливерпула су носили црвене дресове са белим шорцевима (боја штуцни је током година варирала од црвене, црне, беле па опет црвене).
Године 1964, на утакмици против белгијског Андерлехта, менаџер Бил Шенкли је одлучио да тим пошаље на терен у потпуно црвеној опреми. Играчи ФК Ливерпул тренутно носе дресове фирме Вориор.
У грбу ФК Ливерпул доминира ливерпулска птица, која је и симбол града. Грб је смештен на штиту, а изнад штита је натпис You'll never walk alone („Никад нећеш ходати сам“), што је и наслов химне Ливерпулових навијача. Два пламена са сваке стране штита симболизују успомену на навијаче страдале на стадиону Хилсброу.

## Стадион
Енфилд је изграђен 1884. на земљи посвећеној Стенли Парку. Оригинално је коришћена од стране Евертона пре преласка клуба у Гудисон Парк након неспоразума око плаћања с Енфилдовим власником Џоном Хулингом. Остављен с празним земљиштем, Хулдинг је основао Ливерпул 1892. године и од тада клуб игра на Енфилду. У то време капацитет стадиона је био 20000 иако су само 100 гледалаца присуствовали Ливерпуловом првом мечу на Енфилду.

Коп је изграђен 1906 због због високог одзива на утакмице и назван је иницијално Оукфилд Роуд Ембанкмент. Прва игра је била 1. септембра 1906. када је страна домаћина победила Строук Сити 1-0. 1906. банкоматски штанд на једном крају земље је формално преименован у Спион Коп по брду у КваЗулу-Наталу. Брдо је било на месту Битке за Спион Коп у Другом Боерском рату, где је преко 300 људи Ланкаширског пука погинуло, а многи су били из Ливерпула. На врхунцу, стадион је примио 28000 гледалаца и био један од највећих једноспратних стадиона на свету. Многи стадиони у Енглеској су названи по Спион Копу али Енфилд је био највећи од свих у тадашње време; могао је подржати више гледалаца него неки цели фудбалски терени.
Енфилд је могао да се прилагоди за преко 60000 навијача максимално и имао капацитет од 55000 до краја деведесетих. Тејлор Репорт и регулације Премијер Лиге су обавезале Ливерпул да претвори Енфилд у стадион где сви седе у време сезоне 1993-94, смањујући му капацитет на 45276. Проналасци Тејлора Репорта успорили су обнављање Кемлин Роуд Стадион, који је поновно изграђен 1992. поклапајући се са стогодишњицом клуба и познат је као Стогодишњи Стадион све до 2017. када је преименован у Кени Далглиш Стадион. Додатни спрат је додат Енфилд Роуду крајем 1998. и тиме накнадно повећао капацитет земљишта али створио и нове проблеме. Серија потпорних шипки и постоља је имплементирана како би се добило на додатној стабилности вишег спрата стадиона јер је пријављено померање спрата на почетку сезоне 1999-2000.
Због забране повећања капацитета Енфилда, Ливерпул је најавио план да се пребаци на предложен Стенли Парк Стадион у мају 2002. Планирана дозвола је додељена у Јулу 2004. и у септембру 2006, Ливерпул Сити Суд се сложио да додели Ливерпулу 999-годишњи закуп на предложеној локацији. Након преузимања клуба од стране Џорџа Жилета и Тома Хикса у фебруару 2007, предложен стадион је реновиран. Нови дизајн је прихватио Суд у новембру 2007. Стадион је требало да буде отворен у августу 2011. године и имао би 60.000 гледалаца и са ХКС-ом уговорили изградњу стадиона. Изградња је заустављена у августу 2008. године јер су Жилет и Хикс имали потешкоће у финансирању 300 милиона фунти потребних за развитак. У октобру 2012. ББЦ Спорт је објавио да је Фенвеј Спортска Група (нови власници Ливерпул ФК-а) одлучили да преуређују свој тренутни дом на стадиону Енфилд, уместо изградње новог стадиона у Станли Парку. Као део обнове, капацитет Енфилда би порастао са 45276 на око 60000 и коштао би приближно 150 милиона фунти. Када је изградња завршена на новом Главном стадиону, капацитет Енфилда је повећан на 54,074. Ова стомилионска надоградња је додала трећи спрат стадиону. Све ово је био део пројекта од 260 милиона фунти да би се повећала површина Енфилда. Јурген Клоп, тадашњи менаџер, опсисао је стадион "импресивним".

## Подршка
Ливерпул је један од најбоље подржаних клубова Европе. Клуб наводи да њихова светска навијачка популација укључује преко 200 званично признатих клубова навијача у преко 50 држава.
Песма You'll Never Walk Alone, оригинално из Роџерс и Хамерстен мјузикла Карусел и касније снимљена од Ливерпулових музичара Гери и пејсмејкери, је клубска хитмна и певана је од стране Енфилд публике још од почетка 1960-их. Од тада је постала популарна међу навијачима широм света. Назив песме краси врх Шенкли капије, која је постављена 2. августа 1982 у знак сећања на бившег тренера Била Шенклија.

## Ривалства
Ливерулово најдуже ривалство је са Евертоном, против којег играју Мерсисајд дерби. Ривалство потиче од настанка Ливерпула Ф. Ц.-а и расправе са званичницима Евертона и тадашњим власницима Енфлида(84). Овај дерби је један од ретких градских дербија који је познат као "пријатељски дерби". Од средине 1980-их, ривалство је расло на терену, а и ван њега, од настанка Премијер Лиге 1992. године, Мерсисајд дерби је имао више играча који су искључени него било која утакмица Премијер Лиге.

### Риваство са Манчестер Јунајтедом
Ливерулово ривалство са Манчестер Јунајтедом потиче од градског ривалства у Индустријској револуцији у 19. веку. Ова два клуба су се смењивали као шампиони између 1964 и 1967, и Манчестер јунајтед је постао први енглески клуб који је освојио Европски куп 1968, праћен са Ливерпулове 4 титуле Европског купа. Упркос 38 лигашких титула и 8 Европских купова између њих, ова два ривала су ретко били успешни у исто време - Ливерпул је освајао титуле 1970-их а Манчестер 1980-их. Ова два клуба су завршавали као прво и друго пласирани у лиги само 5 пута.

## Власништво и финансије
Власник Енфилда и оснивач Ливерпула, Џон Хулдинг је био први председник, позиција коју је држао од оснивања клуба 1892. до 1904. Џон МеКена преузео је његову позицију након Хулдингове оставке. МеКена је касније постао председник Фудбалске лиге. Председништво се много пута променило пре него што је Џон Смит, чији је отац био акционар клуба, преузео улогу 1973. године. Он је надгледао најуспешнији период у историји Ливерпула пре него што је напустио позицију 1990. Његов наследник је био Ноел Вајт који је постао председник 1990. Августа 1991. Дејвид Мурез, чија је фамилија поседовала клуб више од 50 година, постао је председник. Његов ујак Џон Мурез је такође био акционар Ливерпула и председник Евертона од 1991-1973. Мурез је поседовао више од 51% клуба и 2004. изразио спремност да размотри понуду за своје акције у Ливерпоолу.
Мурез је благовремено продао клуб америчком бизнисмену Џорџу Жилету и Тому Хиксу 6. фебруара 2007. Договор је проценио клуб и његов огроман дуг од 219 милиона фунти. Двојица су платили 5 хиљада фунти по учешћу, тј. 174 милиона фунти за целе акције и 44,8 милиона како би се покрили дугови клуба. Неслога Џорџа Жилета и Тома Хикса, као и мањак подршке фанова резултирали су да двојица продају клуб. Марин Бругтон је проглашен представником клуба 16. априла 2010. да надгледа његову продају. У мају 2010. године објављени су рачуни који показују да дуг  клуба износи 350 милиона фунти (због преузимање преузетих средстава) са губитком од 55 милиона фунти, што је изазвало да ревизор КПМГ да своје мишљење ревизије. Кредитори групе, укључујући Ројалну Банку Шкотске, позвали су Жилета и Хикса на суд да их приморају да омогуће одбору да настави са продајом клуба, главна имовина холдинг компаније. Високи судија, Госн. Правда Флојд, пресудио је у корист кредитора и обезбедио начин за продају клуба Фенвеј Спортској Групи (претходно позната као Ново Енглеска Спортска Вентура), иако су Жилет и Хикс и даље имали опцију на жалбу. Ливерпул је 15. октобра 2010. године продат Фенвеј Спортској Групи за 300 милиона фунти.
Ливерпул је описан као глобална марка; извештај 2010. вреднује обележја клуба и интелектуална поседовања за 141 милион фунти, повећање за 5 милиона у односу на прошлу годину. Ливерпулу је додељена марка процене АА (Веома Јако). У априлу 2010. пословни магазин Форбз је поставио Ливерпул као шести највреднији фудбалски тим на свету, иза Манчестер Јунајтеда, Реал Мадрида, Арсенала, Барселоне и Бајерн Минхена; проценивши вредност клуба 822 милиона долара (532 милиона фунти), изузевши дугове. Рачуновођа Делоит рангирао је Ливерпул на осмом месту у Делоит Фудвал Новац Лиги, која рангира светске фудбалске клубове по заради. Ливерпулови дохоци у 2009-10. сезони су износили 225,3 милиона евра.

## Тренутна постава
| Бр. |           | Позиција | Играч              |
| --- | --------- | -------- | ------------------ |
| 1   | Бразил    | Г        | Алисон             |
| 2   | Енглеска  | О        | Џо Гомез           |
| 3   | Јапан     | С        | Ватару Ендо        |
| 4   | Холандија | О        | Вирџил ван Дајк    |
| 5   | Француска | О        | Ибраима Конате     |
| 6   | Шпанија   | С        | Тијаго Алкантара   |
| 7   | Колумбија | Н        | Луис Дијаз         |
| 8   | Мађарска  | С        | Доминик Собослаи   |
| 9   | Уругвај   | Н        | Дарвин Нуњез       |
| 10  | Аргентина | С        | Алексис Макалистер |
| 11  | Египат    | Н        | Мохамед Салах      |
| 13  | Шпанија   | Г        | Адријан            |
| 17  | Енглеска  | С        | Кертис Џоунс       |

| Бр. |                 | Позиција | Играч                   |
| --- | --------------- | -------- | ----------------------- |
| 19  | Енглеска        | С        | Харви Елиот             |
| 20  | Португалија     | Н        | Диого Жота              |
| 21  | Грчка           | О        | Костас Цимикас          |
| 26  | Шкотска         | О        | Ендру Робертсон         |
| 32  | Камерун         | О        | Жоел Матип              |
| 62  | Република Ирска | Г        | Кивин Келехер           |
| 66  | Енглеска        | О        | Трент Александер Арнолд |

## Успеси

### Национални
- Прва дивизија / Премијер лига
  - Првак (20–рекорд) : 1900/01, 1905/06, 1921/22, 1922/23, 1946/47, 1963/64, 1965/66, 1972/73, 1975/76, 1976/77, 1978/79, 1979/80, 1981/82, 1982/83, 1983/84, 1985/86, 1987/88, 1989/90, 2019/20, 2024/25.
  - Вицепрвак (15) : 1898/99, 1909/10, 1968/69, 1973/74, 1974/75, 1977/78, 1984/85, 1986/87, 1988/89, 1990/91, 2001/02, 2008/09, 2013/14, 2018/19, 2021/22.
- Друга дивизија
  - Првак (4) : 1893/94, 1895/96, 1904/05, 1961/62.
- ФА куп
  - Освајач (8) : 1964/65, 1973/74, 1985/86, 1988/89, 1991/92, 2000/01, 2005/06, 2021/22.
  - Финалиста (7) : 1913/14, 1949/50, 1970/71, 1976/77, 1987/88, 1995/96, 2011/12.
- Лига куп
  - Освајач (10–рекорд) : 1980/81, 1981/82, 1982/83, 1983/84, 1994/95, 2000/01, 2002/03, 2011/12, 2021/22, 2023/24.
  - Финалиста (5) : 1977/78, 1986/87, 2004/05, 2015/16, 2024/25.
- ФА Комјунити шилд (11 самосталних трофеја и 5 заједничких – 1964, 1965, 1977, 1986 и 1990)
  - Освајач (16) : 1964, 1965, 1966, 1974, 1976, 1977, 1979, 1980, 1982, 1986, 1988, 1989, 1990, 2001, 2006, 2022.
  - Финалиста (9) : 1922, 1971, 1983, 1984, 1992, 2002, 2019, 2020, 2025.

### Међународни
- Куп европских шампиона / Лига шампиона
  - Освајач (6–најуспешнији енглески клуб) : 1976/77, 1977/78, 1980/81, 1983/84, 2004/05, 2018/19.
  - Финалиста (4) : 1984/85, 2006/07, 2017/18, 2021/22.
- Куп УЕФА / Лига Европе
  - Освајач (3–најуспешнији енглески клуб) : 1972/73, 1975/76, 2000/01.
  - Финалиста (1) : 2015/16
- Суперкуп Европе / УЕФА суперкуп
  - Освајач (4–најуспешнији енглески клуб) : 1977, 2001, 2005, 2019.
  - Финалиста (2) : 1978, 1984.
- Куп победника купова
  - Финалиста (1) : 1965/66.
- Интерконтинентални куп
  - Финалиста (2) : 1981, 1984.
- Светско клупско првенство
  - Освајач (1) : 2019.
  - Финалиста (1) : 2005.